# Jパネル
Jパネルとは、日本国内外において広く使用されている建築木材の商品名である。

## 定義
日本国産出の杉・檜あるいは唐松の丸太を原料にして製材した板を過熱蒸気式木材乾燥機で乾燥し、仕上げ加工後に幅ハギした単板を繊維方向を直交させて3層に積層した、厚みが24mmないし36mm、幅寸法が910mmないし1000mm、長さ寸法が1820mmないし2000mmの木質材料であること。

## 歴史
中部機械製造株式会社が1996年（平成8年）に商品及び製造システムの開発を開始し、1998年（平成10年）にモデル工場が完成した。機械装置の約9割が専用機であり、実際の運営は関連会社のアルファー株式会社が行った。1999年（平成11年）に徳島県山城町に製造システムを採用、2000年（平成12年）には鳥取県のレングス協同組合が製造システムを採用した。建築家の三澤康彦の監修により、2000年3月に壁倍率の大臣認定がされた。2000年12月に中部機械製造株式会社の倒産により、モデル工場は丸天星工業株式会社が事業継承している。

## 製造工程
1. 丸太玉切り
2. ツインバンドソーによる製材
3. 精密エッジャーによる耳スリ
4. 上下ギャングリッパ－による芯材再割
5. 自動桟積み
6. コンベア搬送
7. 過熱蒸気式乾燥
8. 自動桟バラシと目視によるラミナ選別
9. 含水率チェック
10. 全自動追い継ぎ巾ハギプレス
11. 自動裁断
12. 抜け節補修作業
13. 両面プレナー加工
14. 自動積層と140ｔプレス加工
15. 外周成形加工

## 特徴

### メリット
- 化粧材であると同時に構造材としての使用が可能。
- 繊維方向を直交させて積層されているため寸法変化が非常に少ない。
- 過熱蒸気式乾燥により含水率を一旦5％前後に落としているため木材本来の調湿性能や蓄熱性能が増幅されている。
- 製材品を積層しているため接着面の耐水性能が一般の合板より高い。
- 手作りではないため品質が安定している。

### デメリット
- 合板に比べ価格が高い。
- 長さ2メートル以上の製品がない。

## JASにおける「Jパネル」
日本農林規格（JAS）ではJパネルの中で厚さ36mmのみを対象にCLT工法におけるJASとして分類している。